# Prachuap Khiri Khan
Prachuap Khiri Khan (em tailandês:  ประจวบคีรีขันธ์) é uma cidade no sul da Tailândia. É a capital da província de Prachuap Khiri Khan e situa-se no litoral de um das mais estreitas faixas de terra da Tailândia, a apenas 10 km da fronteira com Myanmar, na passagem Singkhon, através dos Montes Tenasserim. A área possui grandes indústrias do abacaxi e coco, além de ser popular entre os turistas tailandeses. A cidade fica a 291 km ao sul de Bangkok pela rodovia.

## História
Prachuap Khiri Khan é uma das bases da Real Força Aérea Tailandesa, e foi um ponto de invasão das tropas japonesas em 8 de dezembro de 1941, durante a Segunda Guerra Mundial. Uma comemoração anual é realizada no mês de dezembro para homenagear os 38 pilotos e civis tailandeses, que morreram lutando contra o 143.º Regimento de Infantaria japonês na Batalha de Prachuab Khirikhan.

## Clima
Prachuap Khiri Khan tem um clima tropical de savana (classificação climática de Köppen-Geiger Aw). As estações não são tão distintas como nas partes mais ao norte da Tailândia; as temperaturas são bastante semelhantes ao longo do ano e as estações seca e chuvosa não são tão claramente definidas, com chuvas apreciáveis caindo em todos os meses. No entanto, em geral, os meses de dezembro a abril são mais secos, com cerca de 45 milímetros em cada mês, enquanto em outubro e novembro são os meses mais chuvosos com mais de 200 milímetros cada. Os outros meses, de maio a setembro, apresentam um nível intermediário de precipitação em torno de 100 milímetros.
| Dados climáticos para Prachuap Khiri Khan (1981–2010)                                                | Dados climáticos para Prachuap Khiri Khan (1981–2010) | Dados climáticos para Prachuap Khiri Khan (1981–2010) | Dados climáticos para Prachuap Khiri Khan (1981–2010) | Dados climáticos para Prachuap Khiri Khan (1981–2010) | Dados climáticos para Prachuap Khiri Khan (1981–2010) | Dados climáticos para Prachuap Khiri Khan (1981–2010) | Dados climáticos para Prachuap Khiri Khan (1981–2010) | Dados climáticos para Prachuap Khiri Khan (1981–2010) | Dados climáticos para Prachuap Khiri Khan (1981–2010) | Dados climáticos para Prachuap Khiri Khan (1981–2010) | Dados climáticos para Prachuap Khiri Khan (1981–2010) | Dados climáticos para Prachuap Khiri Khan (1981–2010) | Dados climáticos para Prachuap Khiri Khan (1981–2010) |
| Mês                                                                                                  | Jan                                                   | Fev                                                   | Mar                                                   | Abr                                                   | Mai                                                   | Jun                                                   | Jul                                                   | Ago                                                   | Set                                                   | Out                                                   | Nov                                                   | Dez                                                   | Ano                                                   |
| --- | ----------------------------------------------------- | ----------------------------------------------------- | ----------------------------------------------------- | ----------------------------------------------------- | ----------------------------------------------------- | ----------------------------------------------------- | ----------------------------------------------------- | ----------------------------------------------------- | ----------------------------------------------------- | ----------------------------------------------------- | ----------------------------------------------------- | ----------------------------------------------------- | ----------------------------------------------------- |
| Recorde alta °C (°F)                                                                                 | 35.5 (95.9)                                           | 37.8 (100)                                            | 38.8 (101.8)                                          | 40.0 (104)                                            | 39.5 (103.1)                                          | 38.7 (101.7)                                          | 38.0 (100.4)                                          | 37.3 (99.1)                                           | 37.3 (99.1)                                           | 37.0 (98.6)                                           | 36.2 (97.2)                                           | 36.0 (96.8)                                           | 40.0 (104)                                            |
| Média alta °C (°F)                                                                                   | 30.8 (87.4)                                           | 31.6 (88.9)                                           | 32.5 (90.5)                                           | 34.0 (93.2)                                           | 33.5 (92.3)                                           | 32.8 (91)                                             | 32.5 (90.5)                                           | 32.1 (89.8)                                           | 32.3 (90.1)                                           | 31.3 (88.3)                                           | 30.9 (87.6)                                           | 30.4 (86.7)                                           | 32.1 (89.8)                                           |
| Média diária °C (°F)                                                                                 | 25.4 (77.7)                                           | 26.6 (79.9)                                           | 27.9 (82.2)                                           | 29.2 (84.6)                                           | 28.9 (84)                                             | 28.4 (83.1)                                           | 28.0 (82.4)                                           | 27.8 (82)                                             | 27.7 (81.9)                                           | 27.1 (80.8)                                           | 26.6 (79.9)                                           | 25.5 (77.9)                                           | 27.4 (81.3)                                           |
| Média baixa °C (°F)                                                                                  | 20.6 (69.1)                                           | 21.7 (71.1)                                           | 23.4 (74.1)                                           | 25.0 (77)                                             | 25.3 (77.5)                                           | 25.3 (77.5)                                           | 24.9 (76.8)                                           | 25.0 (77)                                             | 24.6 (76.3)                                           | 23.8 (74.8)                                           | 23.0 (73.4)                                           | 21.2 (70.2)                                           | 23.7 (74.7)                                           |
| Recorde baixa °C (°F)                                                                                | 13.3 (55.9)                                           | 15.2 (59.4)                                           | 16.9 (62.4)                                           | 21.6 (70.9)                                           | 22.4 (72.3)                                           | 20.9 (69.6)                                           | 21.6 (70.9)                                           | 22.0 (71.6)                                           | 20.7 (69.3)                                           | 17.9 (64.2)                                           | 16.7 (62.1)                                           | 12.8 (55)                                             | 12.8 (55)                                             |
| Precipitação média mm (pol.)                                                                         | 24.4 (0.961)                                          | 21.8 (0.858)                                          | 71.8 (2.827)                                          | 55.5 (2.185)                                          | 126.9 (4.996)                                         | 86.2 (3.394)                                          | 109.3 (4.303)                                         | 99.1 (3.902)                                          | 99.5 (3.917)                                          | 227.8 (8.969)                                         | 154.5 (6.083)                                         | 15.0 (0.591)                                          | 1 091,8 (42,984)                                      |
| Média de dias chuvosos                                                                               | 2.8                                                   | 4.9                                                   | 4.7                                                   | 5.2                                                   | 13.5                                                  | 15.9                                                  | 16.5                                                  | 17.7                                                  | 15.6                                                  | 16.9                                                  | 7.5                                                   | 2.0                                                   | 121.2                                                 |
| Média umidade relativa (%)                                                                           | 75                                                    | 77                                                    | 77                                                    | 76                                                    | 77                                                    | 76                                                    | 77                                                    | 77                                                    | 78                                                    | 82                                                    | 75                                                    | 70                                                    | 76                                                    |
| Média mensal horas de sol                                                                            | 229.4                                                 | 214.7                                                 | 201.5                                                 | 201.0                                                 | 155.0                                                 | 114.0                                                 | 117.8                                                 | 114.7                                                 | 108.0                                                 | 145.7                                                 | 171.0                                                 | 229.4                                                 | 2 002,2                                               |
| Média diária horas de sol                                                                            | 7.4                                                   | 7.6                                                   | 6.5                                                   | 6.7                                                   | 5.0                                                   | 3.8                                                   | 3.8                                                   | 3.7                                                   | 3.6                                                   | 4.7                                                   | 5.7                                                   | 7.4                                                   | 5.5                                                   |
| Source #1: Departamento Meteorológico da Tailândia                                                   |                                                       |                                                       |                                                       |                                                       |                                                       |                                                       |                                                       |                                                       |                                                       |                                                       |                                                       |                                                       |                                                       |
| Source #2: Escritório de Gestão da Água e Hidrologia, Departamento Real de Irrigação (sol e umidade) |                                                       |                                                       |                                                       |                                                       |                                                       |                                                       |                                                       |                                                       |                                                       |                                                       |                                                       |                                                       |                                                       |

## Transportes

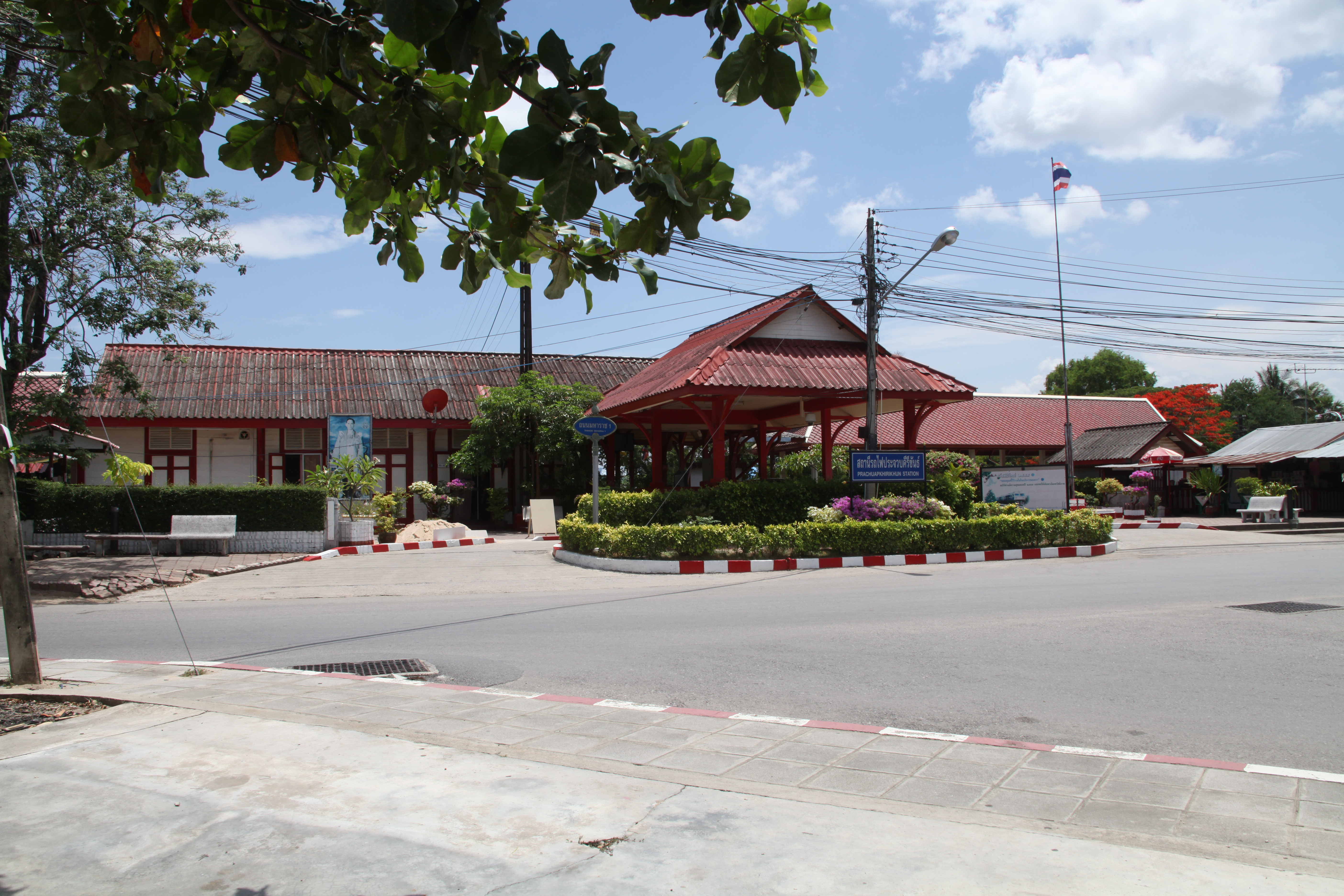
Estação ferroviária de Prachuap Khiri Khan

Prachuap Khiri Khan pode ser alcançada de Bangkok por trem na Linha do Sul a partir da estação ferroviária Hua Lamphong.
A estrada principal, que passa pela cidade de norte a sul, é a Rota 4 (Rodovia Phet Kasem). Ao norte, esta rodovia conecta a Phetchaburi, Ratchaburi e Bangkok; ao sul, ela se conecta a Chumphon, Ranong, Phang Nga, Krabi, Trang, Phatthalung e a fronteira com a Malásia perto de Sadao.
Prachuap Khiri Khan é servida pelo Aeroporto de Prachuap, localizado no extremo sul da cidade.

## Indústrias
A empresa australiana ASC Pty Ltd e a empresa tailandesa Silkline International formaram um empreendimento conjunto para a construção de três barcos de patrulha da classe Keka para a Marinha Real Tailandesa no estaleiro da Silkline em Pak Nam Pran em Prachuap Khiri Khan.

## Galeria

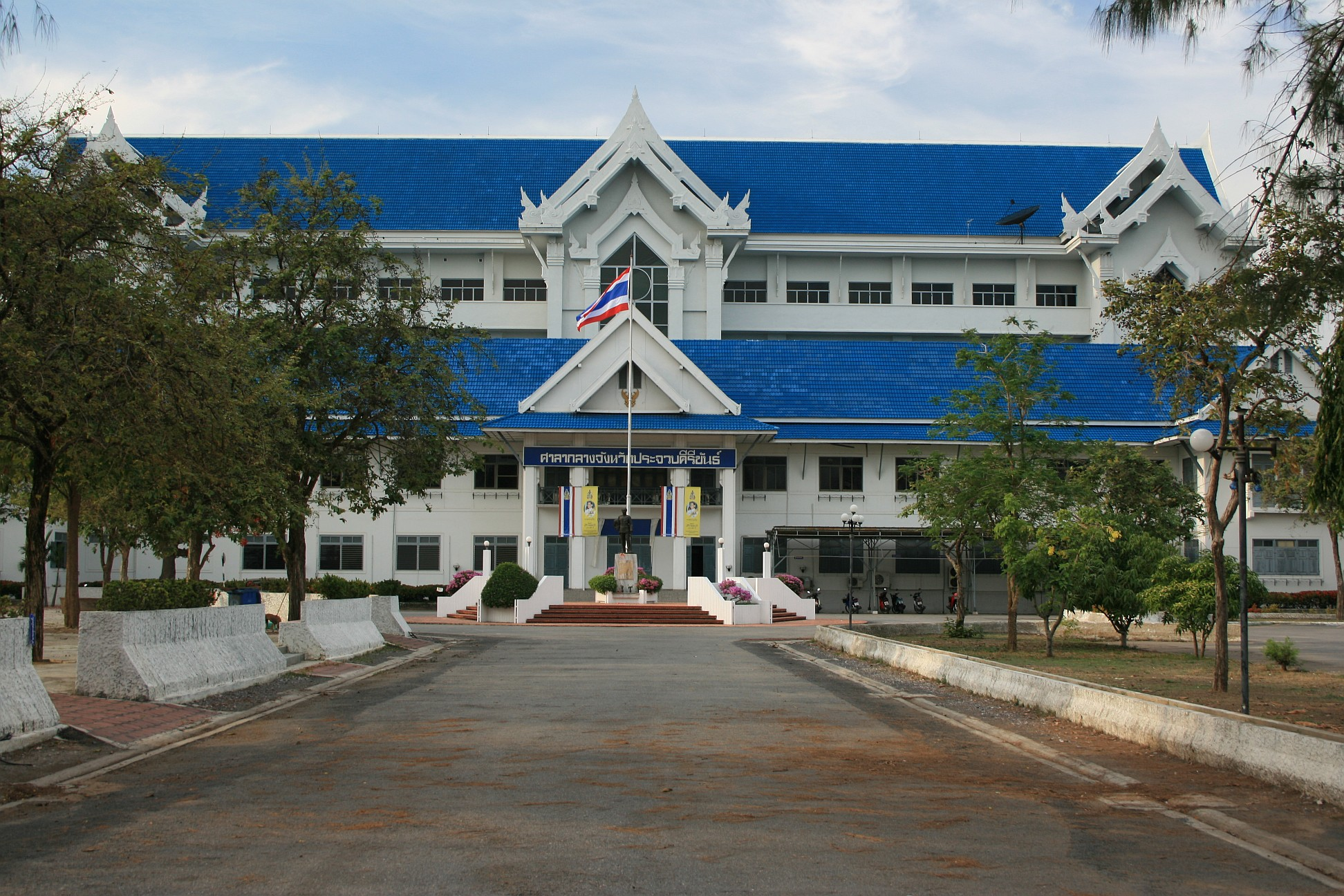
Prefeitura da província
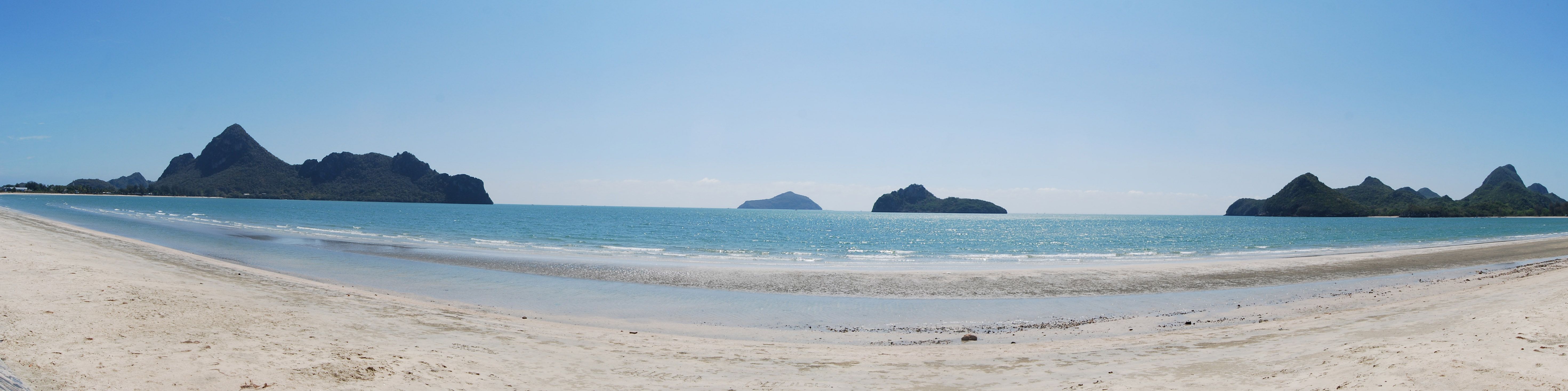
Baía Ao Manao
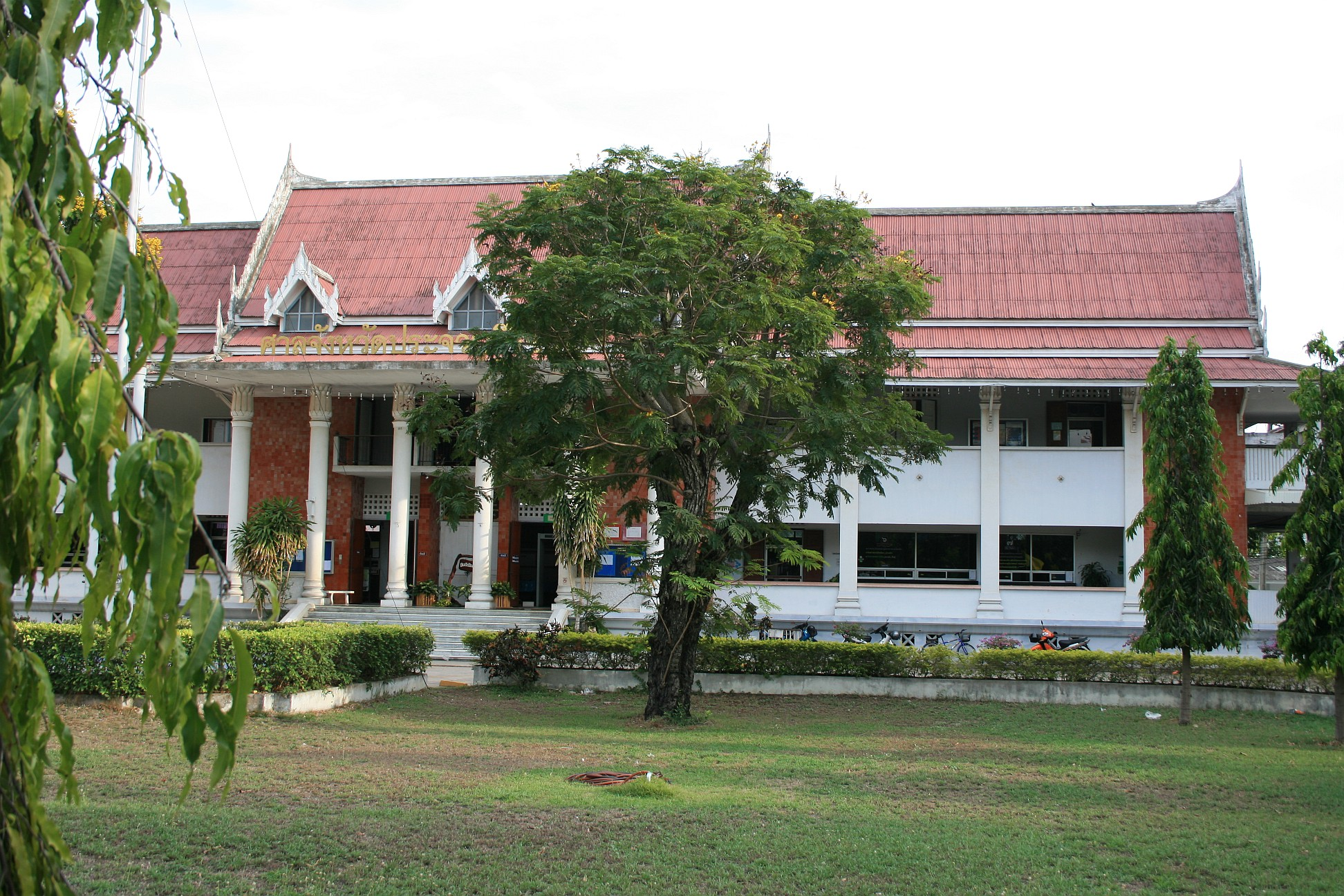
Antiga prefeitura da província
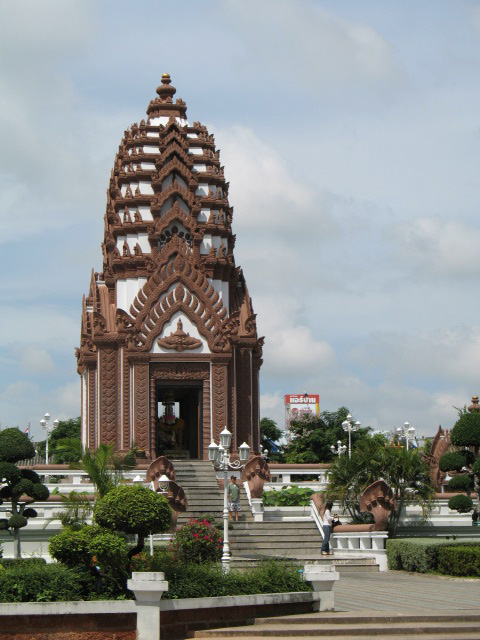
Santuário de Pillar
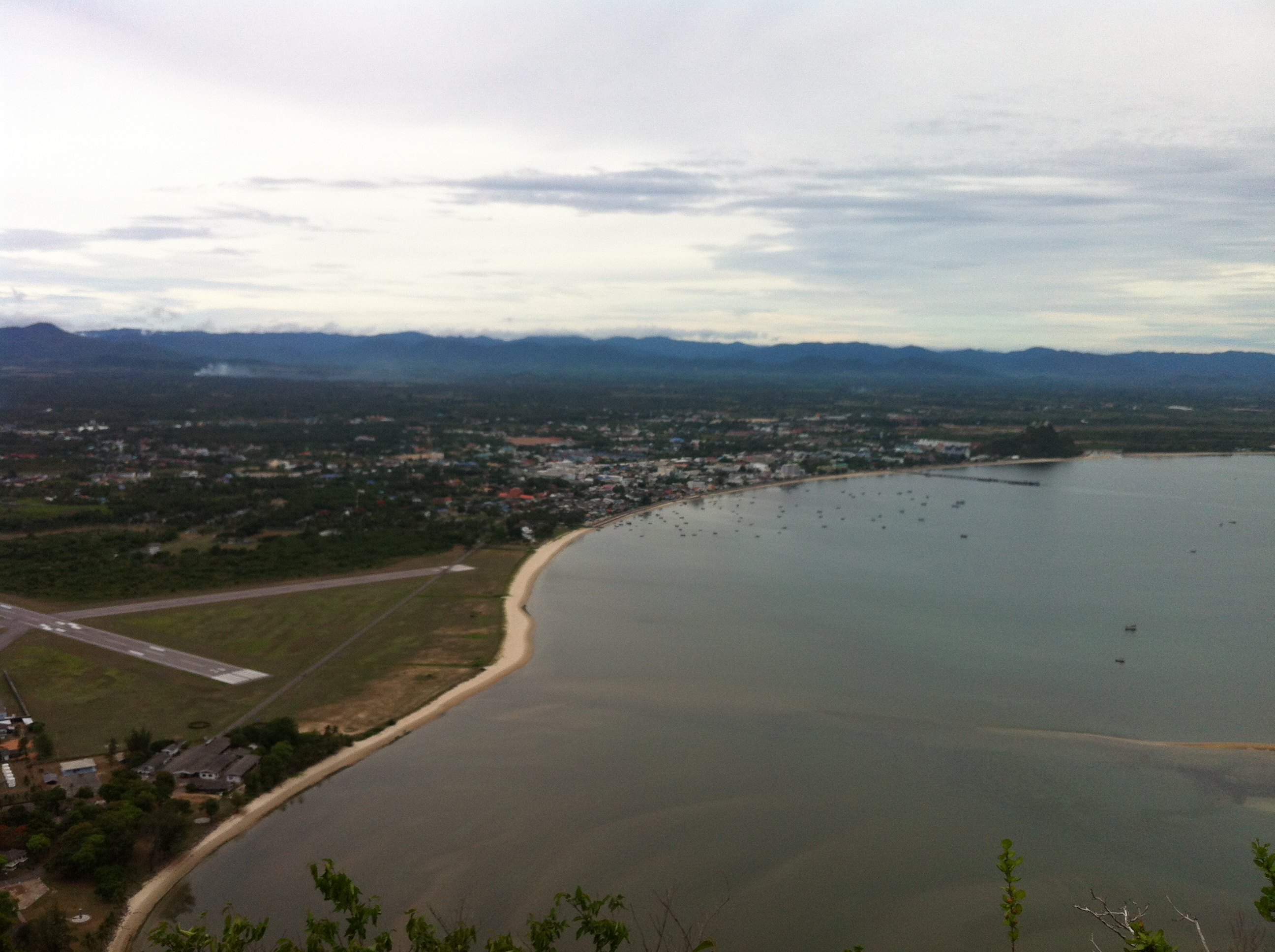
Vista aérea